# Американская басня
«Американская басня» (более точно «Американская притча», англ. American Fable) — американский художественный фильм-триллер, режиссёрский дебют Энн Хэмилтон. Премьера фильма состоялась в 2016 году на South by Southwest, в прокат фильм вышел в начале 2017 года.

## Сюжет
Действие происходит в 1982 году во время правления Рональда Рейгана. В деревенской глубинке штата Висконсин живёт фермер Эйб с женой и двумя детьми, сыном Мартином и дочерью Гитти (сокращение от имени Гертруда); они ждут третьего ребёнка. Хотя Эйб всегда говорит дочери, что они живут в лучшем месте в мире, положение фермеров год от года ухудшается — многие за долги были вынуждены продать свои фермы и уехать, некоторые из соседей покончили с собой.
Однажды, гуляя по окрестностям, Гитти обнаруживает в силосной башне, к которой отец запрещает ей подходить, пожилого человека. Тот говорит, что его зовут Джонатан и он заперт в башне, но просит не рассказывать о нём отцу. Тем временем Эйб падает с лестницы и получает травму, он вынужден находиться дома в постели. Позже Гитти слышит по телевизору объявление об исчезновении девелопера, который в их штате покупал фермерские земли. Появляется также знакомая Эйба Вера, которая рассказывает его жене и сыну об их тайном плане: подслушавшая их разговор Гитти понимает, что Джонатана пока держат в качестве заложника. Гитти часто навещает Джонатана и сближается с ним: он рассказывает ей истории, она приносит ему книги и играет с ним в шахматы.
Постепенно Эйбу становится лучше; Гитти считает, что так стало благодаря Джонатану, которого она просила об этом. Самому Джонатану, однако, становится хуже, Гитти замечает у него следы побоев и понимает, что его избивал Мартин. Джонатан просит Гитти позвонить в полицию. Дома Гитти находит в холодильнике отрезанный палец и позже понимает, что это палец Джонатана. Мартин не даёт ей позвонить в полицию и запрещает ей ходить к Джонатану под угрозой того, что он расскажет об этом отцу. Во время общего ужина в присутствии отца, матери, Веры и Мартина Гитти рассказывает о своём знакомстве с Джонатаном, говоря, что это из-за него Эйб поправился. Вера и Эйб обсуждают, что поскольку Джонатан теперь знает, как их зовут, у них остаётся «только один выход». У Сары начинаются схватки и Эйб везёт ей в больницу, где у них рождается дочь.
Ночью, когда Гитти удаётся позвонить в полицию, Мартин с ружьём устремляется за ней и хочет застрелить её, пока она залезает на башню. Затем Мартин убивает женщину-полицейского Этель, прибывшую на помощь. Гитти убегает от него в заброшенный дом одного из фермеров, а когда выходит оттуда и Мартин настигает её, он оступается и падает в пустой колодец. Эйб, вернувшись из больницы, приезжает к силосной башне. Джонатану к тому времени удаётся выбраться из башни, разбив дверь принесённым Гитти топором. Эйб наставляет ружьё на Джонатана, но прибежавшая Гитти не даёт ему стрелять, и Джонатан убегает.
В эпилоге показана Гитти, к которой на ферму на машине приезжает Джонатан. По радио в новостях передают, что ситуация изменилась, и теперь многие фермеры скоро вернутся обратно в свои дома.

## В ролях
- Пейтон Кеннеди — Гитти
- Ричард Шифф — Джонатан
- Кип Парду — Эйб
- Марсия Миллер — Сара
- Гэвин Макинтош — Мартин
- Зулейка Робинсон — Вера
- Чарли Баббо — Майкл
- Спенсер Мосс — Хейди
- Расти Швиммер — Этель
- Тереза Тилли — Анна Уинтерс

## Критика
Рецензент Hollywood Reporter отметил, что в фильме чувствуется влияние Терренса Малика, на съёмках одного из фильмов которого («Древо жизни») работала Хэмилтон; в целом, однако, постоянные переключения между реальностью и вымыслом Гитти показались автору отзыва скорее разочаровывающими. Отмечая не всегда логичное развитие сюжета, рецензент Variety сравнивает фильм с «Лабиринтом Фавна» и заключает, что Хэмилтон, тем не менее, удалось создать привлекательную ауру одновременно чуда и ужаса, с которой хорошо сочетается саундтрек Джинджер Шанкар. Шейла о’Меллей, написавшая отзыв на фильм для сайта Роджера Эберта, отметила, что трудно поверить, что фильм является дебютом, настолько в нём мастерски выстроена «сюрреалистическая и магическая атмосфера мелодраматического семейного триллера». Она также сочла Пейтон Кеннеди «откровением» этого фильма, назвав её исполнение роли «взрослым», а в целом дебют Хэмилтон «чрезвычайно впечатляющим».
На Rotten Tomatoes фильм получил 71 % одобрения на основе 14 рецензий, со средним баллом 7.1/10.